# Paraleuctra tetraedra
Paraleuctra tetraedra is een steenvlieg uit de familie naaldsteenvliegen (Leuctridae). De wetenschappelijke naam van de soort is voor het eerst geldig gepubliceerd in 1977 door Harper.